# Steinbruch Schriesheim

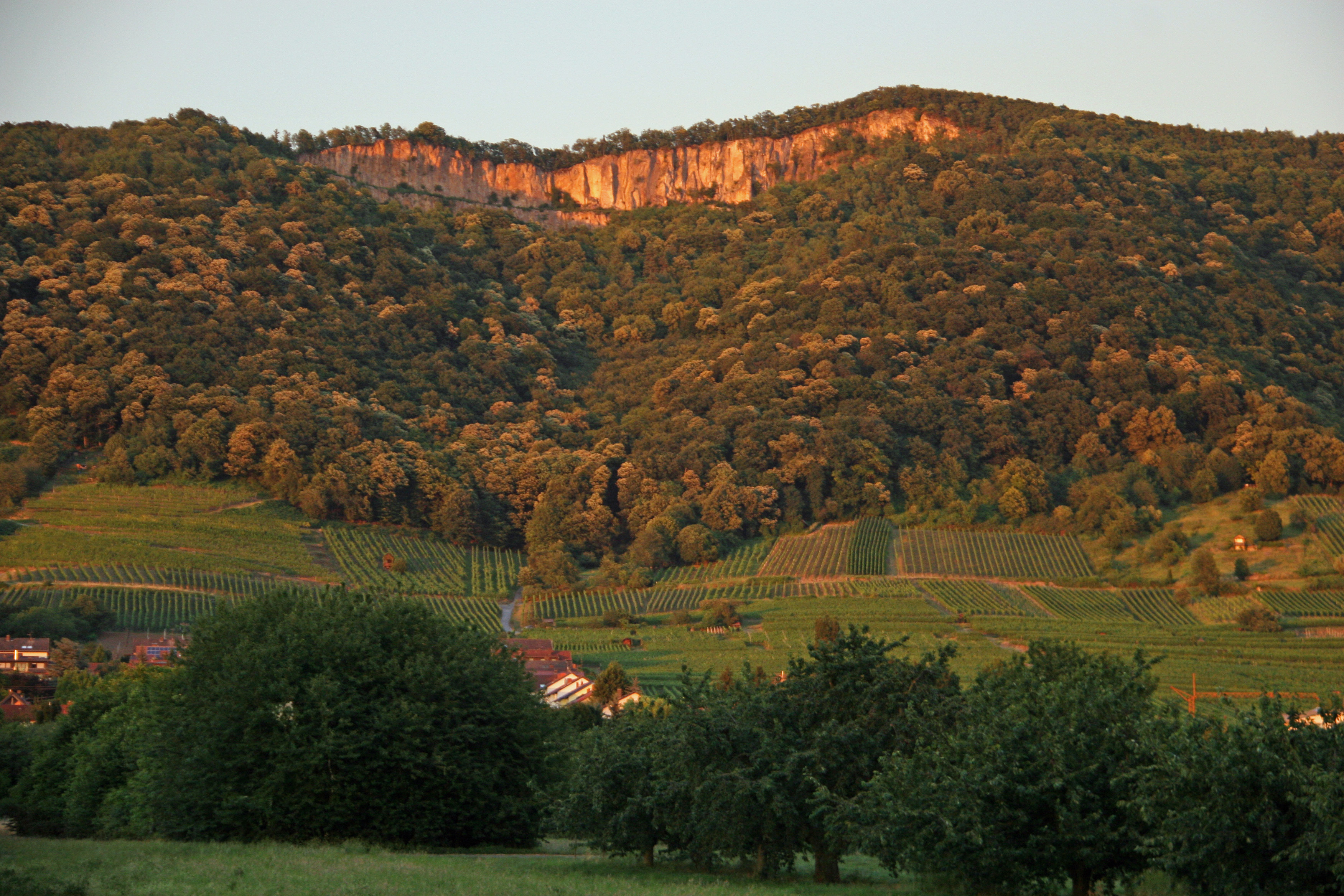
Der Steinbruch Schriesheim von Westen her gesehen

Der Steinbruch Schriesheim (auch Steinbruch Edelstein, nach einer früheren Betreibergesellschaft) ist ein Porphyrbruch südöstlich von Schriesheim am westlichen Hang des Ölbergs (Lage). Er wurde von 1900 bis 1967 betrieben.

## Lage und Beschaffenheit

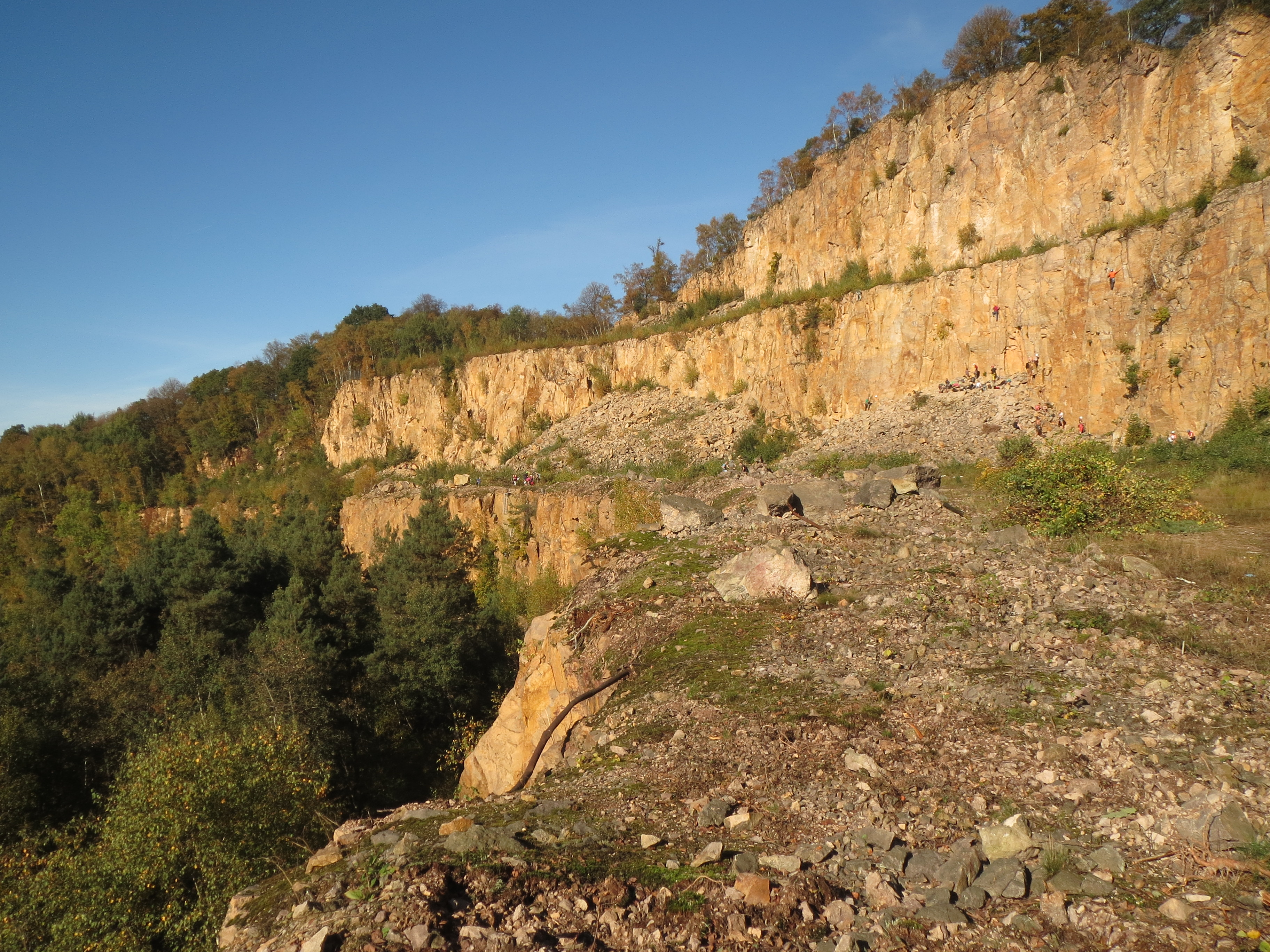
Die Ebene drei des Steinbruchs

Der Steinbruch liegt am westlichen Abfall des Ölbergs zur Oberrheinischen Tiefebene hinunter in einer Höhe zwischen etwa 340 m ü. NHN und 410 m ü. NHN und beginnt fast in Gipfelhöhe des Berges. Zusammen mit den etwa einen Kilometer weiter im Süden einsetzenden Steinbrüchen von Dossenheim, die  jedoch weniger hoch am Berg liegen, prägt er das Erscheinungsbild der südlichen Bergstraße.
Die hohen gelben Abbaukanten der Steinbrüche, vor allem diejenigen des Steinbruchs von Schriesheims, sind weithin sichtbar. Der Steinbruch Schriesheim hat fünf verschieden große Abbausohlen.

## Vorkommen
Anfangs wurde in Schriesheim Sandstein abgebaut, der in der Region weit verbreitet ist und daher oft beim Bau von Gebäuden eingesetzt wurde.
Im Steinbruch Edelstein wurde jedoch Rhyolith – ältere Bezeichnung: Quarzporphyr – abgebaut, ein Porphyrgestein, das zum Beispiel für die Schotterherstellung verwendet wird. Dieses Gestein entstand dort im Perm vor etwa 290 Millionen Jahren, als es in der Region noch regen Vulkanismus gab. Die Porphyrschicht ist teilweise über 150 Meter mächtig.
Der dort abgebaute Dossenheimer Rhyolith ist teilweise reich an großen Quarzkristallen und teilweise arm an Einsprengseln. Durch die Abkühlung des Gesteins nach den Vulkanausbrüchen und die damit einhergehende Volumenverringerung entstanden viele Risse und Klüfte im Gestein, die heute noch zu sehen sind.
Bei der Genese von Porphyr entsteht außerdem häufig Granit. Dieser ist allerdings im Bereich der südlichen Bergstraße tief abgesunken und hat in der Steinbruchindustrie des Ortes nie eine Rolle gespielt.

## Geschichte

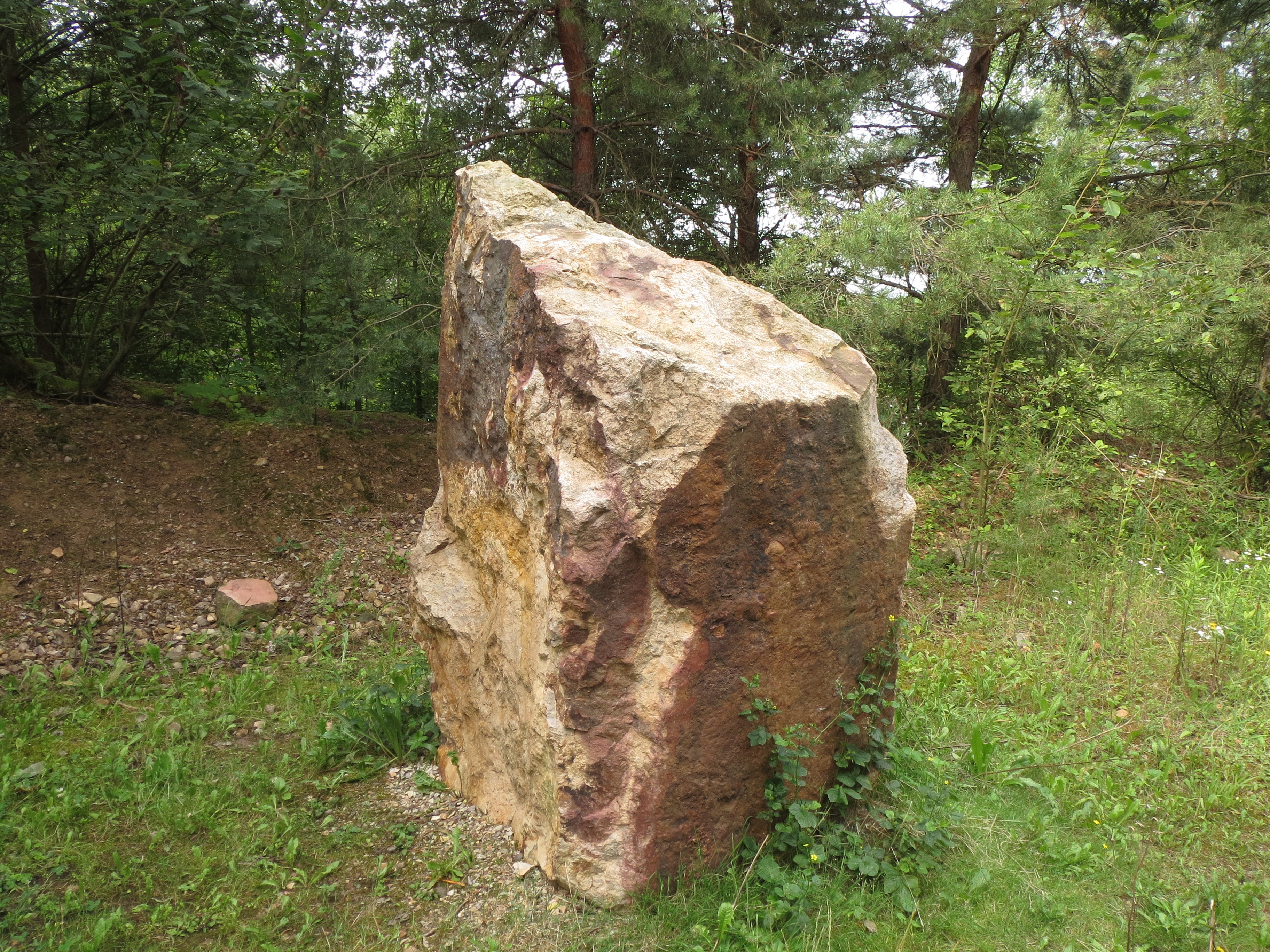
Ein Porphyrbrocken im Steinbruch Leferenz. Solches Gestein wurde auch im Steinbruch Schriesheim abgebaut.

Die Geschichte des Gesteinsabbaus in Schriesheim beginnt nicht mit dem Porphyr, sondern mit dem Sandstein. Beim Wiesental der „Plattengrübe“ (⊙) wurde schon im 18. Jahrhundert Sandstein abgebaut, meist für den örtlichen Bedarf an Haussteinen und Sandsteinplatten. Mit der Zeit wurden weitere Gebiete erschlossen, wie dasjenige am „Hartenbühl“.(⊙) Der Schriesheimer Sandstein war allerdings langfristig nicht konkurrenzfähig, da er im Vergleich zu dem konkurrierender Brüche zu weich war. In den 1860er Jahren wurde der Abbau deshalb eingestellt.
Als Schottermaterial für den Straßen- und Eisenbahnbau nahm Porphyr zu dieser Zeit an Bedeutung zu. Die Gemeinde eröffnete daher einen eigenen Bruch an der Hinterseite des Ölbergs, seine Lage war jedoch wegen der langen Transportwege von dort ungünstig.
1899 gründeten zwei Mannheimer Architekten und einige weitere Geldgeber die Porphyrwerk Edelstein GmbH. Das Unternehmen begann ein Jahr darauf mit dem Porphyrabbau am westlichen Hang des Ölbergs; dafür wurde ein Schotterwerk (⊙) an der Bergstraße und der dazu parallel verlaufenden Nebenbahn errichtet. Eine Drahtseilbahn verband den Bruch mit dem Werk.
1906 erhielt das Werk auch Anschluss an die von der Süddeutschen Eisenbahngesellschaft (SEG) im gleichen Jahr erbaute Güterbahn von Schriesheim über Dossenheim zum Güterbahnhof Heidelberg, was den Abtransport des Materials sehr verbesserte.
Die Produktion begann in den darauffolgenden Jahren zu steigen: Im Jahr 1913 bauten inzwischen fast 100 Beschäftigte rund 88.000 Kubikmeter ab. Die Steinbruchindustrie war damit ein wichtiger Wirtschaftszweig in Schriesheim geworden; sie entwickelte sich allerdings nie zu solcher lokalen Bedeutung wie zum Beispiel im südlichen Nachbarort Dossenheim. Im Gegensatz zu den Dossenheimer Brüchen geriet der Schriesheimer Betrieb schon in den späten 1920er und frühen 1930er Jahren wirtschaftlich in Schwierigkeiten. Das Unternehmen hatte sich zu dieser Zeit mit dem Steinbruch Weinheim zur Firma Porphyrwerke Weinheim–Schriesheim AG zusammengeschlossen.
Dass nahe der Bergkuppe abgebaut wurde, rief von Anfang an Landschaft- und Naturschützer auf den Plan. Nachdem sogar die unter Denkmalschutz stehenden Edelsteine, eine Ansammlung von Porphyrsäulen, 1919 abgesprengt wurden, war der Porphyrbruch endgültig umstritten.
In den 1950er Jahren begann man mit Rationalisierungsmaßnahmen und einer Modernisierung der Anlagen. Die Steinbruchindustrie in Schriesheim und Dossenheim sah sich in den 1960er Jahren allerdings zunehmend mit Finanzproblemen konfrontiert, da die Verkaufspreise für Porphyr nicht in dem Maße stiegen wie die Ausgaben. 1967 brannte das Schotterwerk durch einen Großbrand aus. Danach entschied man sich gegen eine Wiederaufnahme des Betriebs und der Steinbruch wurde stillgelegt.
Das Gelände des Steinbruchs entwickelte sich in den darauffolgenden Jahren zu einem Klettergebiet, heute zählt es zu den wichtigsten der Region. Der Steinbruch ist heute außerdem Teil des Naturparks Neckartal-Odenwald.

## Sport und Freizeit

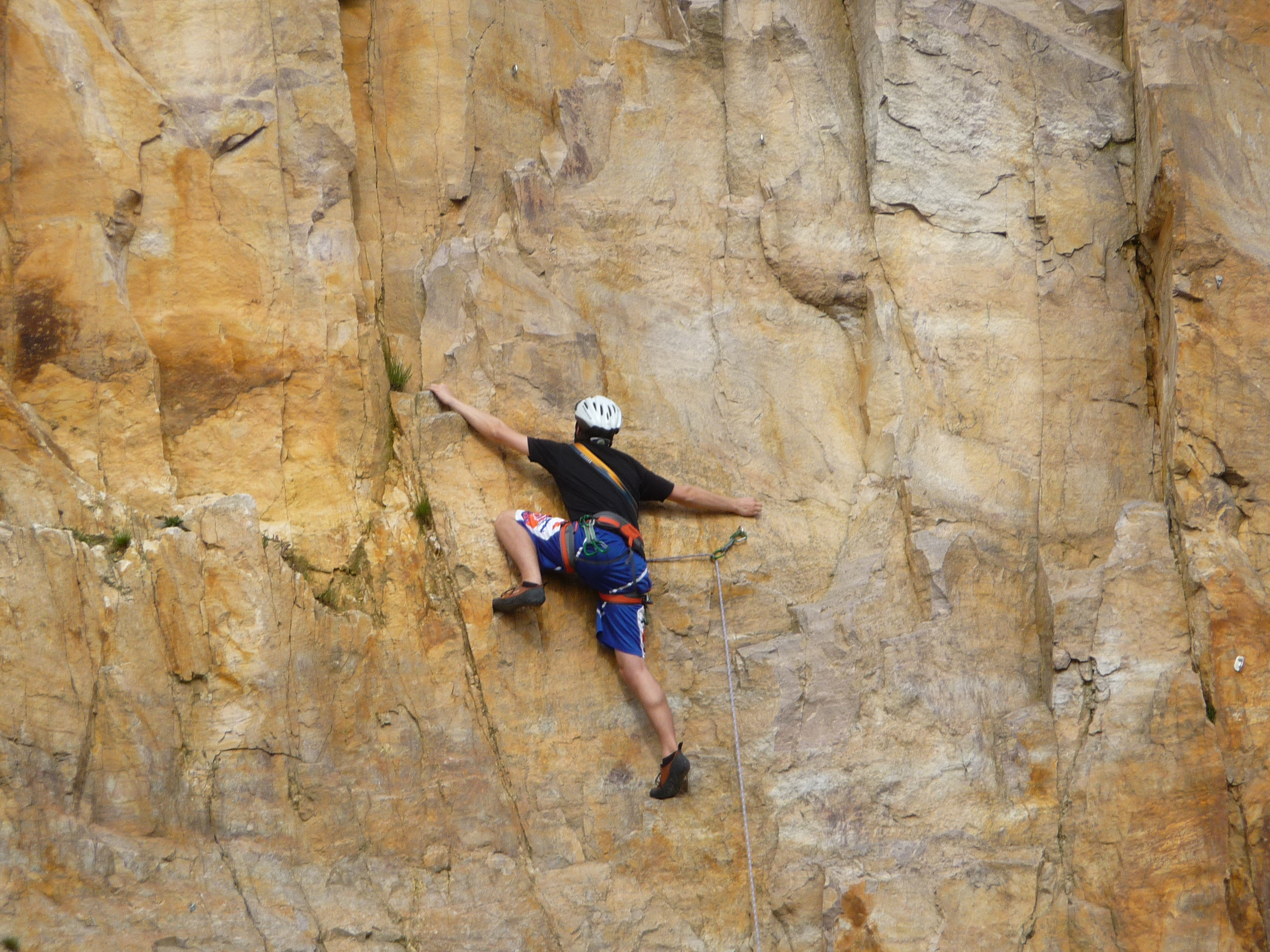
Kletterer im Steinbruch

Gleich nach der Stilllegung des Bruchs gab es schon Überlegungen, ihn zum Klettern auszuweisen. Der Steinbruch entwickelte sich in den darauffolgenden Jahren zu einem bedeutenden Klettergebiet der Umgebung. Nachdem aus Naturschutzgründen eine Sperrung des Geländes für Kletterer geplant war, setzte sich ab 1990 die AG Klettern & Naturschutz im Odenwald e.V. für den Erhalt des Klettergebietes ein. Nach einigen Verhandlungen wurde 1999 schließlich eine Vereinbarung getroffen: Das Klettern blieb erlaubt, wurde jedoch auf ausgewiesene Korridore beschränkt; damit gewann auch der Naturschutz im Bruch. Heute zählt der Steinbruch Schriesheim zu den wichtigsten Klettergebieten der Region, im Bruch wird vor allem Sportklettern praktiziert. Im Gelände gibt es über 200 Kletterrouten der Schwierigkeitsgrade drei bis zehn.

## Natur

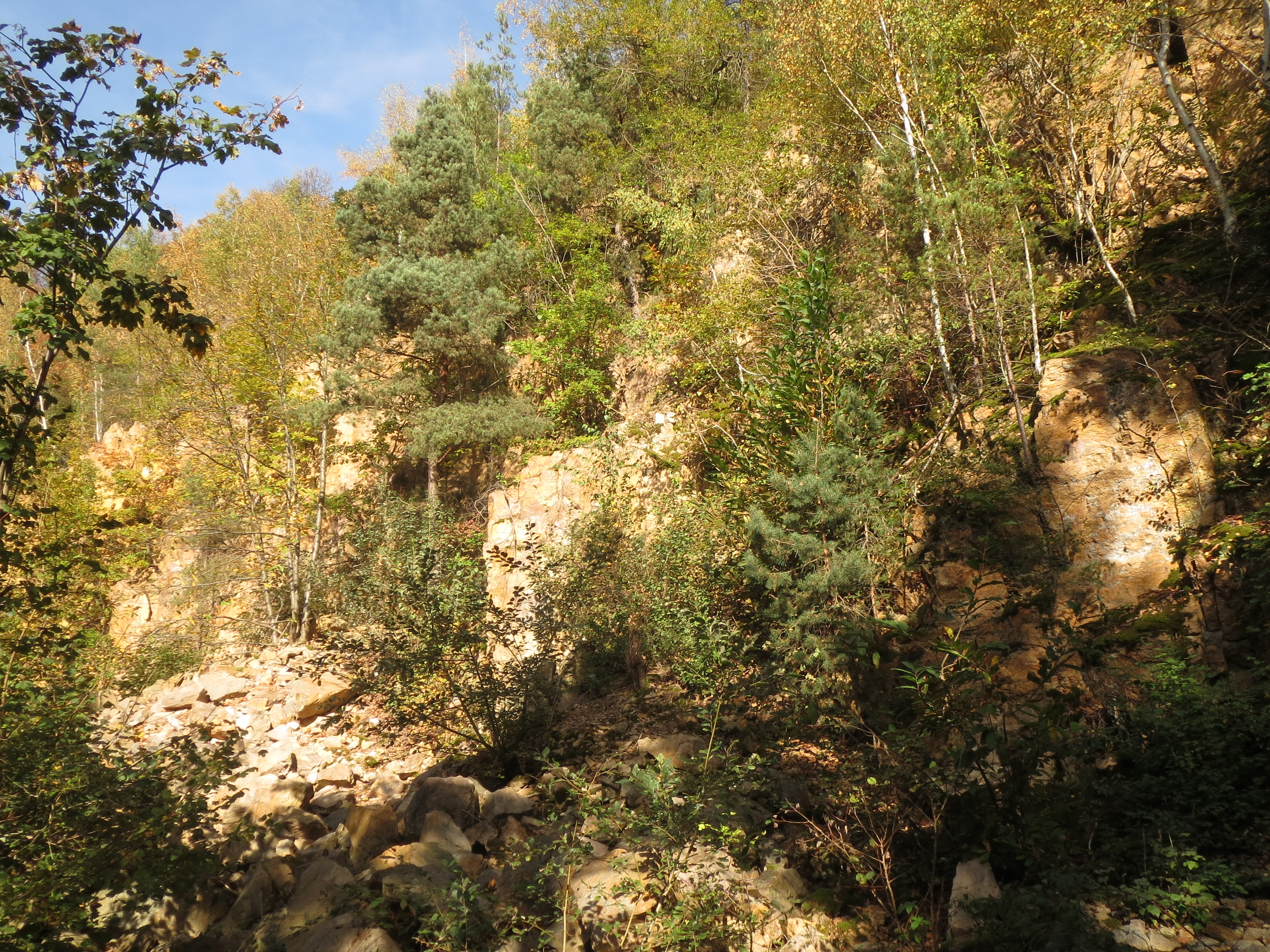
In der untersten Ebene überwuchert die Natur große Teile des Bruchs schon wieder

Am Ölberg und auf seiner flachen, das Landschaftsbild prägenden Kuppe gab es schon seit langer Zeit natur- und denkmalgeschützte Bereiche. Nachdem 1919 die Edelsteine abgesprengt wurden, beschloss man, wenigstens die Bergsilhouette zu bewahren. Daher wurden der felsige Nordsporn Schwedenkanzel ⊙ des Bergs außerhalb des Abbaubereichs und der Ringwall unter Schutz gestellt.
Nach der Stilllegung des Steinbruchs begann die Natur, sich das Gebiet wieder zurückzuerobern. Steinbruchgelände sind generell für viele Tierarten interessant, auch da sich hier stehende Gewässer bilden können, die andernorts, zum Beispiel in Flussauen oder Tümpeln, schwinden. Seit 1998 ist der Ölberg als Naturschutzgebiet ausgewiesen.